# Політична ситуація
Політична ситуація, політичне становище  — це сукупність певних обставин у політичному житті, в окремий проміжок політичного розвитку суспільства; картина у розвитку, політичного буття; стан політичної системи і весь перелік взаємодій між її суб'єктами на якийсь час. Дослідження\вивчення політичного становища, є важливою складовою політичного прогнозування і має братися до уваги під час ухвалення політичного рішення.